# Gravidez não desejada
Gravidez não desejada é uma gravidez que é inoportuna, não planeada ou indesejada no momento da concepção.
A actividade sexual sem o uso de contraceptivos eficazes por escolha ou coerção é a causa predominante de gravidez indesejada. Em todo o mundo, a taxa de gravidez indesejada é de aproximadamente 45% de todas as gestações, mas as taxas de gravidez indesejada variam em diferentes áreas geográficas e entre diferentes grupos sociodemográficos. Gravidez indesejada pode ser uma gravidez indesejada ou uma gravidez mal programada. Embora a gravidez indesejada seja a principal razão para o aborto induzido, gravidez indesejada também pode resultar em nascidos vivos ou abortos espontâneos.
A gravidez indesejada tem sido associada a vários resultados negativos de saúde materno-infantil, independentemente do resultado da gravidez. Os esforços para diminuir as taxas de gravidez indesejada têm se concentrado em melhorar o acesso a contraceptivos eficazes através de um melhor aconselhamento e da remoção de barreiras ao acesso à anticoncepção.